# Ghymes
Ghymes je hudební skupina tvořená slovenskými Maďary, založená v roce 1984 studenty tehdejší Vysoké školy pedagogické v Nitře. Název skupiny je inspirován starým maďarským jménem slovenské obce Jelenec (Gimes/Gymeš), která se nachází poblíž Nitry.

## Historie
Zakládající členové se seznámili na letním táboře v Jelenci, kde spolu hráli ve folklórní skupině maďarské lidové písně. Tou dobou již měli zkušenosti s různými hudebními žánry, ať už šlo o klasickou, renesanční nebo rockovou hudbu. Založili proto společně skupinu, která si kladla za cíl překročit hranice žánru i oblasti a přinést posluchačům hudbu se širším záběrem. Výsledná hudba Ghymes bývá řazena do kategorie world music (skupina sama se řadí někam mezi jazz a folkovou hudbu). Vzhledem ke komplikovanému původu jsou Ghymes vnímáni někdy jako slovenská, jindy jako maďarská skupina, snaží se ale rozdíly mezi oběma kulturami ignorovat a fungovat apoliticky.

V roce 2000 vystoupila skupina na světové výstavě Expo 2000 v Hannoveru v rámci programu maďarského dne. Téhož roku se účastnila oslav příchodu nového milénia v Maďarsku.

## Členové skupiny
- Gyula Szarka – sólový a doprovodný zpěv, kontrabas, kytara, citera, bezpražcová baskytara, loutna
- Tamás Szarka – sólový a doprovodný zpěv, housle, koboz (maďarská loutna), kytara, bezpražcová baskytara, perkuse, buben
- Csaba Kún – syntezátor, doprovodný zpěv
- Péter Jelasity – alt- a sopránsaxofon, flétna
- András Jász – altsaxofon
- Szabolcs Nagy – syntezátor, buben, doprovodný zpěv
- Tamás Széll – bicí a perkuse
- János Lau – bicí a perkuse
- Imre Molnár – kontrabas, doprovodný zpěv
- Bori Varga – alt- a sopránsaxofon, turecká flétna, fagot, doprovodný zpěv

## Diskografie
- 1988: Az ifjúság sólyommadár
- 1991: Ghýmes
- 1993: Üzenet
- 1995: Bennünk van a kutyavér
- 1996: Tűzugrás
- 1998: Rege
- 2000: Smaragdváros
- 2001: Üzenet
- 2002: Héjavarázs
- 2003: Ghymes koncert
- 2004: éGHYMESe
- 2005: Csak a világ végire...
- 2006: Messzerepülő
- 2007: Mendika
- 2008: Álombálom
- 2010: Szikraszemű
- 2016: Mennyből az angyal

Ostatní společné projekty:
- 2001: A nagy mesealbum (Velké album pohádek – různí umělci)
- 2002: Bakaballada (společně s Hobo)
- 2003: A nagy mesealbum II. (Velké album pohádek 2)
- 2006: Üvegtigris 2

Sólové projekty:

Gyula Szarka
- 2004: Alku
- 2007: Bor és a lányka

Tamás Szarka
- 2004: Anonymus